# Grey (roman)
Pour les articles homonymes, voir Grey.
Grey : Cinquante Nuances de Grey par Christian (titre original : Grey: Fifty Shades of Grey as Told by Christian) est une romance érotique écrite par la britannique E. L. James et parue en juin 2015 aux États-Unis puis traduite en français et publiée la même année.
Ce livre reprend entièrement les éléments décrits dans le roman Cinquante Nuances de Grey mais en les relatant cette fois du point de vue de Christian Grey.

## Résumé
Anastasia Steele accepte de remplacer sa colocataire malade, Katherine, pour interviewer l'homme d'affaires et milliardaire Christian Grey. Jeune PDG séduisant et mystérieux, ce dernier l'intimide. À sa grande surprise, Christian Grey vient la voir au magasin où elle travaille, prétextant des achats. Très attirée par lui, elle se verra rapidement devenir sa soumise. Pour cela un contrat va être rédigé pour permettre de définir les règles de ce jeu dangereux. Cependant, ce contrat devient souvent un sujet tabou et sera changé sans cesse.
À mesure que leur relation progresse, la jeune et innocente Ana est confrontée à un tout nouvel univers aux côtés du riche entrepreneur. Christian a cependant une face sombre : il est adepte du BDSM. La jeune femme doit alors décider si elle est prête ou non à entrer dans cet univers.

## SérieCinquante Nuances
1. Cinquante Nuances de Grey, Jean-Claude Lattès, 2012 ((en) Fifty Shades of Grey, Vintage Books, 2012), trad. Denyse Beaulieu  (ISBN 978-2-7096-4252-1)
2. Cinquante Nuances plus sombres, Jean-Claude Lattès, 2013 ((en) Fifty Shades Darker, Vintage Books, 2012), trad. Aurélie Tronchet  (ISBN 978-2-7096-4253-8)
3. Cinquante Nuances plus claires, Jean-Claude Lattès, 2013 ((en) Fifty Shades Freed, Vintage Books, 2012), trad. Denyse Beaulieu  (ISBN 978-2-7096-4254-5)
4. Grey, Jean-Claude Lattès, 2015 ((en) Grey, Vintage Books, 2015), trad. Denyse Beaulieu, Dominique Defert et Carole Delporte  (ISBN 978-2-7096-5056-4)
5. Darker, Jean-Claude Lattès, 2017 ((en) Darker, Vintage Books, 2017), trad. Denyse Beaulieu, Dominique Defert et Carole Delporte  (ISBN 978-2-7096-6178-2)
6. More Grey, Jean-Claude Lattès, 2021 ((en) Freed, Vintage Books, 2021), trad. Denyse Beaulieu, Dominique Defert et Carole Delporte  (ISBN 978-2-7096-6932-0)

## Éditions
- E. L. James, Grey: Fifty Shades of Grey as Told by Christian, Vintage Books, 18 juin 2015, 576 p.  (ISBN 1101946342)
- E. L. James, Grey, Jean-Claude Lattès, 28 juillet 2015, trad. Denyse Beaulieu, Dominique Defert et Carole Delporte, 560 p.  (ISBN 978-2-7096-5056-4)
- E. L. James, Grey, Le Livre de poche, 1er juin 2016, trad. Denyse Beaulieu, Dominique Defert et Carole Delporte, 768 p.  (ISBN 978-2-253-06800-6)